# ジョナサン・ベルチャー
ジョナサン・ベルチャー（英: Jonathan Belcher、1681/1682年1月8日 – 1757年8月31日）は、アメリカの植民地時代、マサチューセッツ湾直轄植民地の商人、政治家である。イギリスの植民地であるニューハンプシャー植民地（1729年-1741年）とマサチューセッツ湾直轄植民地（1730年-1741年）の総督を同時に10年間以上務めた。また1747年から1757年の10年間はニュージャージー植民地総督も務めた。
マサチューセッツの裕福な商人の家に生まれ、ハーバード・カレッジで学び、その後に家業と地方政治の世界に入った。1715年、サミュエル・シュートをマサチューセッツ総督に推す推進者となり、植民地の評議員となったが、時間の経過と共にシュートに幻滅するようになり、その後はエリシャ・クック・ジュニアの人民主義派に加わった。1729年、ウィリアム・バーネット総督が急死した後、ベルチャーがニューハンプシャーとマサチューセッツの総督になった。その任期中に政敵と考える者達を過小評価することとなり、両植民地で多くの強力な敵を作った。マサチューセッツとニューハンプシャーの間で長く続いていた境界紛争では、公式には中立を標榜していたものの、実際にはマサチューセッツの利益の側に付いた。後に王室領で政治的な同盟者に違法な伐採を許していたことが発覚した。ウィリアム・シャーリーやサミュエル・ウォルドが率いた反対党が、貿易委員会を説得してベルチャーを失脚させ（マサチューセッツはシャーリーが、ニューハンプシャーはベニング・ウェントワースが後任総督になった）、境界論争はニューハンプシャー有利に解決された。
1747年、ベルチャーはニュージャージーのクエーカー教徒社会に支持されてニュージャージー植民地の総督に指名された。ここではクエーカー教徒と大規模土地所有者との党派闘争を鎮めることに失敗した。またカレッジ・オブ・ニュージャージー、現在のプリンストン大学の設立を推進した。ベルチャーはその総督であった時期の大半を通じて進行性の神経疾患を患い、1757年に死んだ。マサチューセッツ州ベルチャータウンはベルチャーにちなむ命名である。

## 初期の経歴

### 少年時代と教育
ジョナサン・ベルチャーは1681/1682年1月8日に、マサチューセッツ湾直轄植民地ケンブリッジで生まれた。父は冒険家で実業家のアンドリュー・ベルチャー、母はサラ（旧姓ギルバート）であり、その7人の子供の5番目だった。母は政治的にコネのあるコネチカットの商人かつインディアン交易業者の娘だった。母はベルチャーが7歳の時に死に、父がベルチャーを田舎の親戚の家に預けた。この頃父は交易業を広げていた。貿易ではかなり成功していたが、その幾らかは航海条例に違背するものであり、海賊との取引もあったと考えられている。1680年代と1690年代にはマサチューセッツでも最大級に裕福な者となった。一家の威信を上げるために、1691年に息子をボストン・ラテン・スクールに送り、1695年にはハーバード・カレッジに入学させた。ここでのベルチャーはジェレマイア・ダマーに次いで同期の第2位で卒業した（この順位は一族の重要性をおおまかに示すものだった）。ベルチャーもダマーも植民地の政界に進み、時として同盟者になり、また時には対抗者にもなった。ベルチャーの5人いた姉妹は全て政治あるいは経済の世界で著名な一族の者と結婚し、後の経歴を確実なものにする重要なコネを作った。
1705/1706年1月、ベルチャーはニューハンプシャー副総督ウィリアム・パートリッジの娘メアリーと結婚した。パートリッジはベルチャーの父と事業で共同経営を行ったこともある者だった。ベルチャー夫婦には3人の子供（アンドリュー、サラ、ジョナサン）が生まれたが、メアリーは1736年に死んだ。

### 父の商業帝国におけるエージェント

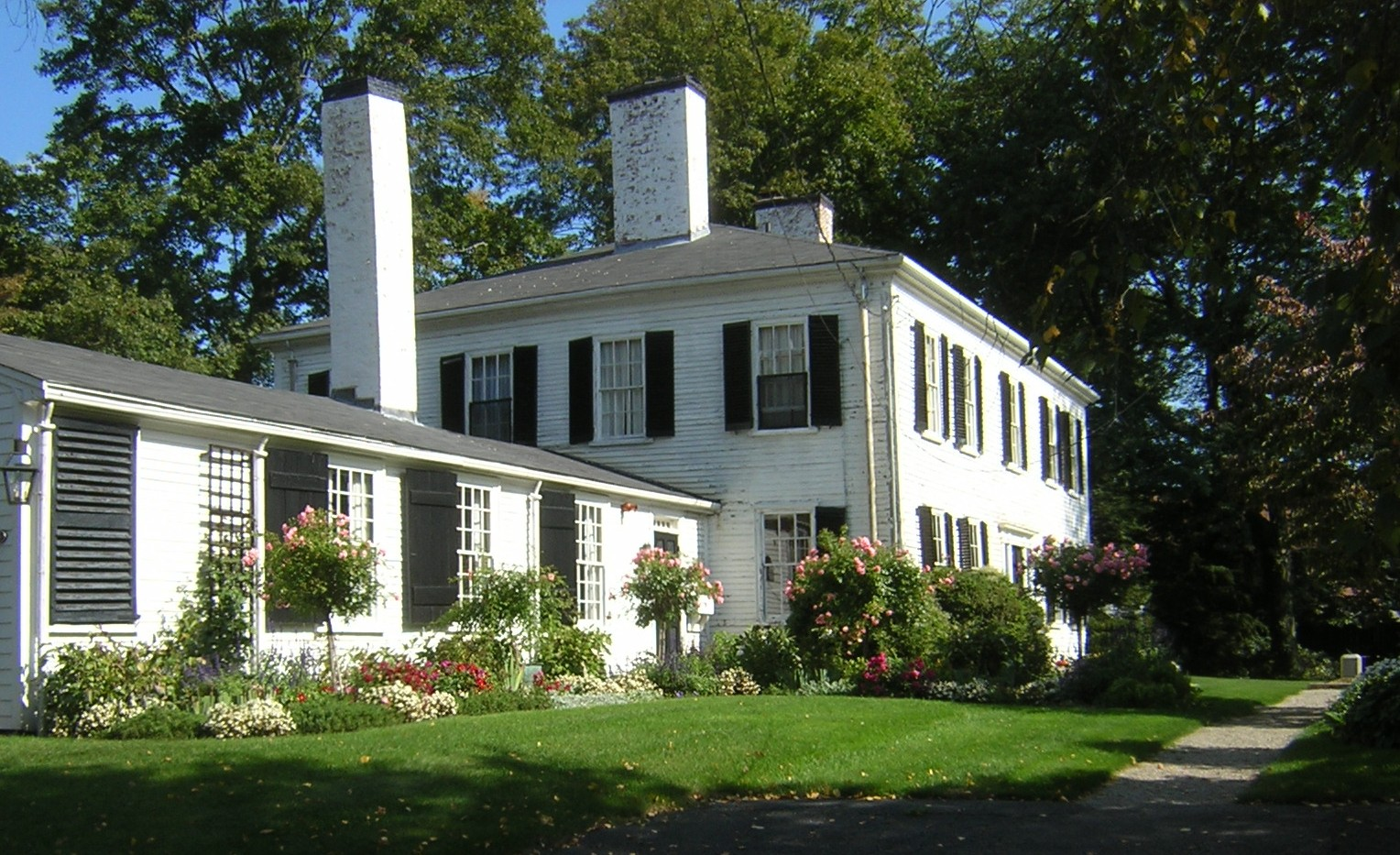
ミルトンにあるベルチャーの夏の家。1776年の火事で半焼したが一部現存

ベルチャーは17歳でハーバードを卒業し、父の事業に入った。父が築いたその商業帝国は西インド諸島からヨーロッパに至る貿易であり、15隻以上の商船の部分所有あるいは全所有者だった。1704年春、父がベルチャーをロンドンに送り、自分で事業上の繋がりを開拓させ、また軍需物資の契約を取らせた。ロンドンでは父の紹介状に基づいて事業のつながりを築いた後、オランダにも行ってオランダ商人と同様なつながりを作り、さらに西ヨーロッパを旅した。ロッテルダムやアムステルダムを見学した後にハノーファーに行き、選帝侯夫人ゾフィー・フォン・デア・プファルツの歓待を受け、その子で後のイギリス王ハノーファー選帝侯ゲオルク・ルートヴィヒと出逢った。ベルリンのプロイセン王国を訪問した後、ニューイングランドに戻った。この旅行の間、様々な宗教的慣習を見聞きしたが、カルヴァン主義寄りのニューイングランド会衆派教会に最も近いキリスト教礼拝にいつも慰みを見い出した。最後は自らその信仰習慣の庇護者となり、その政治的生活を通じて続いた。
スペイン継承戦争の間（北アメリカではアン女王戦争とも呼ばれた、1702年-1713年）、ベルチャーの父は植民地民兵隊への主要な供給者としての地位を守り、植民地の兵站総監を務めた。ベルチャーは一家の交易活動の管理に携わった。1708年、再度ロンドンに旅し、海軍本部との大きな契約を取った。マサチューセッツに戻る前にもう一度ハノーファーに旅し、宮廷で歓待された。戦争遂行のためにマサチューセッツでは経済の動揺が起こり、軍隊のために穀物など物資を買い溜めしたベルチャーは、戦争の後半で食料不足が起こったときに民衆の不満を買った。一族の倉庫は暴徒の標的とされ、ベルチャーは暴漢に殴られたこともあった。

### 投資
ベルチャーの商人としての興味には時として奴隷売買も含まれていた。自分で奴隷を所有したこともあり、友人のアイザック・ロイヤル・シニアに注文していた。1708年にハノーファーを2度目に尋ねた時にはソフィア選帝侯夫人に奴隷化したインディアンを献上していた。それにも拘わらず、奴隷制度については嫌悪感を表明しており、1739年には「我々はほんの少しだけ持っているが、少ない方がいいと願う」と記していた。
商品の貿易に加えて、ベルチャー家はニューイングランドでは広大な土地も所有していた。マサチューセッツと隣接するコネチカットとの間の境界線は、初期に測量上の誤りがあったために、マサチューセッツは1700年代初期に、マサチューセッツに有利となっていた測量ミスの代償としてコネチカットに自領の中央部の土地を渡した。1716年、コネチカットがこの「相当土地」を競売したとき、ベルチャーもその購入者の一人となった。この土地は後にベルチャータウンと名付けられ法人化された。
ベルチャーは、現在コネチカット州ウォリングフォード町とメリデン市にあった父の資産も継承した。そこでは金属類、特に銅を採鉱しようとしてかなりの金を使ったが成功はしなかった。1714年、その採鉱権を拡大し、シムズベリー町（現在のイーストグランベリー町）の鉱山の株を取得した。1735年、この事業に15,000ポンドを投資したと報告しており、当時のイギリス法では銅を植民地で製錬することができず、鉱石のままイングランドに出荷する費用が嵩んだために失敗したとしていた。その後、事実上違法ではあるが精錬所を設立することになった。シムズベリーの跡地は後に州の刑務所として利用され、現在はアメリカ合衆国国定歴史建造物となっている。
1714年にジョージ1世（ゲオルク・ルートヴィヒ）が戴冠すると、父のアンドリューがベルチャーをロンドンに派遣し、新王とのこれまでのコネを利用しようとした。この旅の間にコネチカットの所有地のために人を採用することも行った。イングランドで経験を積んだ金属精錬業者を雇ったことに加えて、ドイツの鉱山師も雇った。彼らが働いた結果としてシムズベリー鉱山の近くは「ハノーバー」と呼ばれるようになった。ベルチャーはハノーファーに最初に行ったときに、ドイツの鉱山に行ったことがあった。

## エージェントと評議員

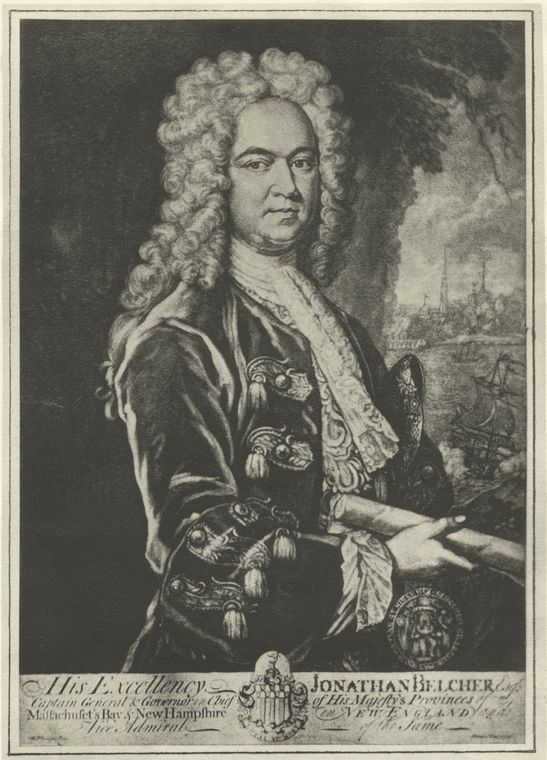
ベルチャーの肖像を描いた版画、マサチューセッツとニューハンプシャー植民地の総督に指名されたときに制作を発注した

エリゼアス・バージェス大佐が新王からマサチューセッツとニューハンプシャー植民地の総督に指名された。ベルチャーは同朋のジェレマイア・ダマーと共に、バージェスが支持を約束していた不動産担保銀行提案の反対者を代表する者であり、バージェスに1,000ポンドの賄賂を贈って、イングランドを離れる前に辞任させた。ダマーとベルチャーはバージェスの代わりにサミュエル・シュートを推薦した。シュートは著名な非国教徒一族の出身だったので、ニューイングランドでもうまく受け入れられると考えたからだった。彼らはシュートが植民地の地位を得た後で、植民地における政治状況に関して指導を行った。シュートは1716年10月4日にボストンに到着し、困難で異論の多い任期を始めた。まずは総督代行のウィリアム・テイラーではなく、最後の指名総督だったジョセフ・ダドリーの息子であり、土地担保銀行の反対者だったポール・ダドリーの住居を使うことで、その姿勢を鮮明にすることになった。
ベルチャーは1718年にマサチューセッツ総督評議員に選出された。シュートが総督である間、ベルチャーは概して総督を支える政治的会派に属すると見られていた。その後人民党指導者のエリシャ・クック・ジュニアの妨害によって評議員になったり止めたりを数度繰り返した。この闘争は1722年末にシュートが植民地を離れた後も継続した。シュートは議会との食い違いをロンドンの枢密院に告訴するためにロンドンに向かった。しかしベルチャーは、その後に続いたウィリアム・ダマー（ポール・ダドリーの義兄弟）の政権の時よりも、ポール・ダドリーが影響力を行使するようになったことに、次第に不満を感じるようになった。
次の総督ウィリアム・バーネットが1728年にボストンに到着した時、ベルチャーは明らかにクックが操作した選挙で、思いがけなくボストンのタウンミーティング議長に選ばれた。バーネットはその給与に関する議会との論争の中で、クックとベルチャーはその問題に関する共通の姿勢を保っていた。この問題は前任のシュートの時に問題となり、バーネットの短い任期の大半でも続いた。ベルチャーは総督の給与について植民地の政治姿勢を説明するために、ロンドンに派遣するエージェントとして選出され、クックはその旅に必要な資金を集めるのを助けた。

## マサチューセッツとニューハンプシャー植民地の総督
1729年、ベルチャーがロンドンに居るとき、バーネット総督が急死したという報せが入った。ベルチャーはロビー活動を行いマサチューセッツとニューハンプシャー植民地の総督の職を手に入れた。これは貿易委員会を通さずに済ませたことと、政府の高いレベルに訴えたことで成功しており、その指名に反対した強力な貿易委員長であるマーティン・ブレイデンの反感を買うことになった。ベルチャーはその指名を受けるときに、彼がエージェントとしてロンドンに派遣された目的を、植民地の議論で支持すると事実上約束していた。ベルチャーの長い任期中（1730年から1741年まで務め、マサチューセッツ植民地総督としては長い方だった）、植民地の政治家と議論するときは彼らの利益のために行動していると論じ、一方ロンドンの植民地関連閣僚には彼らの政策を実行していると確信させていた。歴史家のウィリアム・ペンカクは「植民地と（ロンドンの）管理部門との良い関係を保とうとすることで、どちらからも尊敬されないようになった」と記している。

### マサチューセッツ植民地

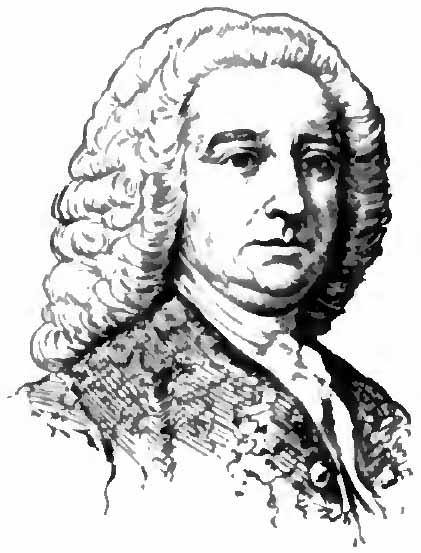
ウィリアム・シャーリー、ベルチャーからは無関心で扱われたが、政治的に著名になって権力を掴み、後の1741年にはベルチャーを解任することに成功した

ベルチャーはロンドンに居る間に、副総督のダマーをウィリアム・テイラーに換える手配を行い（テイラーは1715年にその地位に指名されていたが、ダマーの指名を働き掛けたことで副総督を辞めていた）、ジェレマイア・ダマー（ベルチャーとの関係はかなり緊張するようになっていた）を植民地のエージェントから解任していた。マサチューセッツに1731年に戻ると歓迎されたが、即座に敵対者とその支持者達を彼が支配していた地位からの追放を始めた。このことで即座にその政治的な武器として庇護者としての権限を自由に使う者という概念を全ての者に植え付けることとなった。
ベルチャーが早期に取り組んだ課題は国家宗教を守るということだった。マサチューセッツでは認められていた熱心な会衆派教会信徒として、特に教会を免税とすることについて、イングランド国教会の信奉者から危険な存在として認識されていた。クエーカー教徒のような比較的少ない数の宗派への免税は進んで容認するつもりだったが、数が多く政治とのつながりもあったイングランド国教会については賛成を拒んでおり、1735年になってそうするよう指示を受けることになって初めて認めた。クエーカー教徒の免税を支持したことでロンドンのクエーカー教徒社会に支持基盤ができた。1735年、ベルチャーはディアフィールドでの会合を采配し、ストックブリッジ・インディアンが会衆派の宣教師を受け入れ、伝道所の建設を認可することになった。この合意に従って1742年頃に建設されたその伝道所は現在も残っており、アメリカ合衆国国定歴史建造物に指定されている。
ベルチャーはボストンでの事業の状態を改善しようともした。ヨーロッパに行っている間にドイツの都市で比較的秩序ある市場の様子を目撃する機会があった。これらの経験で得たものを生かして、以前は混乱していたボストンの市場を著しく改善した。ハノーファーに対する好意的な感情があったので、ボストンのある通りにハノーバー通りと名付けることになった。

### ニューハンプシャー植民地

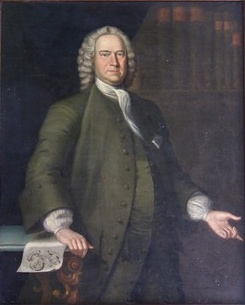
リチャード・ウォルドロン、ベルチャーの親類であり、ニューハンプシャー植民地ではその政権の片腕になった

ニューハンプシャー植民地でのベルチャー政権は友好的に始まったが、急速に危ないものに変わった。副総督のジョン・ウェントワースは、総督の職が現実のものとなったときにサミュエル・シュート支持を提案しており、その後報復のために完全にウェントワース一族支持の方向に向いた。ベルチャーはリチャード・ウォルドロンと同盟し友人となった。ウォルドロンはウェントワースの仇敵であり、ベルチャーの姻戚だった。ジョン・ウェントワースは副総督としての長い任期の間に、植民地の大土地所有者や商人達の双方に対して大きな権力基盤を築いていたので、強力な敵もできていた。伝記作者のマイケル・バティンスキは、ベルチャーがウェントワースとその同盟者を庇護者となれる地位から外したのは、ウォルドロンの影響だったと言っている。ウェントワースの権力基盤は、ニューハンプシャーがマサチューセッツと組んで共通の総督を戴いていることに不満であり、マサチューセッツの人がその地位を占有している事実を快く思わない者が多かった。ニューハンプシャーの議会はベルチャーに対して敵対的であり、その貿易委員会にベルチャーの反対があったとしても植民地評議員の幾人かを指名させるよう説得することが出来ていた。ベルチャーは何度か同調的な議会にしようとして、その任期の間に10回も選挙を行わせたが、うまく行かなかった。この妥協しない議会はベルチャーの提案する法案の成立を拒否した。
ジョン・ウェントワースが1730年に死んだ後、ニューハンプシャー植民地副総督にデイビッド・ダンバーが指名されたことに、ベルチャーは失望した。ダンバーはウェントワースに対して友好的であり、国王の測量士でもあったので、船のマストに使うのに適した木を識別し、ニューイングランドの北部全ての未払下げ地での違法な伐採が起こらないようにする責任があった。この仕事は、それらの土地で違法な木の伐採を行っていたベルチャーのかなりの数の支持者に対抗するものであり、その伐採は総督が明らかに容認していたことだった。ベルチャーは、ダンバーが権限を行使できないようにするあらゆる手段を講じ、ダンバーを評議会の委員にすることを拒否し、ボストンからポーツマスに何度も旅して、自らの権限を行使した。この二人は互いを毛嫌いしており、ダンバーは1731年に指名されてから間もなくベルチャーの解任をロンドンに働きかけるように支持者を動かし始めていた。ベルチャーの同盟者による違法な伐採活動は結局ウィリアム・シャーリーの注意を惹くこととなった。シャーリーは植民地海事裁判所の王室側推進者であり、その庇護者は強力なニューカッスル公トマス・ペラム＝ホールズだった。

### 境界論争
ベルチャーは長く続いていたニューハンプシャーとマサチューセッツの間の境界論争を、進んで解決しようとは思わなかった。論争のあった地域はメリマック川の西にあり、そのチェルムズフォードに近い大きな屈曲部から、現在のニューハンプシャー州コンコードまでが含まれていた。この2つの植民地から競合する払下げを受けた者達は、1730年代までに加熱する法廷闘争に関わるようになり、互いに小さな暴力沙汰にまで発展していた。この件に関してベルチャーは中立を宣言していたが、メリマック川の北と西の土地はマサチューセッツの住人に有利なように収めるように事を運んだ。この論争は結局イングランドの政府の高いレベルと裁判所にまで行きつくことになった。ニューハンプシャーのマサチューセッツからの分離論者は、林業に関わるロンドンの商人ジョン・ソムリンソンを有能な代弁者とし、1737年に貿易委員会を説得して境界論争に決着を出させた。ベルチャーがマサチューセッツに有利な法的手続きを推進していたにも拘わらず（例えば、ニューハンプシャー議会にはこの論争に関する裁判に1日のみ準備する時間を与えたのに対し、マサチューセッツの場合は数か月間があった）、1739年に発せられた境界に関する最終判断は、ニューハンプシャーにかなり有利なものとなった。

### 統一された反対

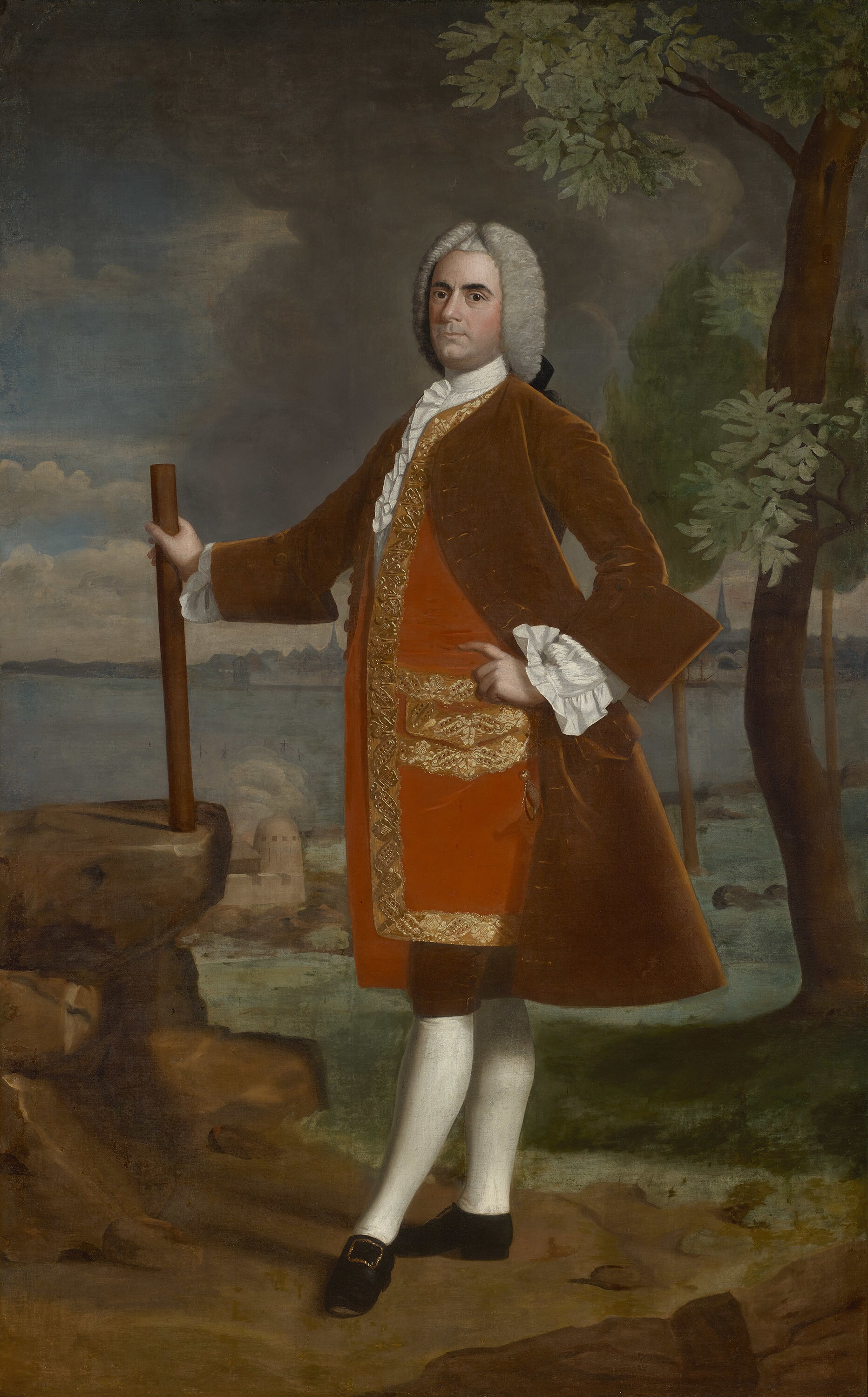
サミュエル・ウォルド、林業にかなりの権益を持っていたマサチューセッツの実業家、ベルチャーが総督の間に容認した王室の土地で違法な伐採を行うことに反対した。（ロバート・フィーク画）

1736年までにベルチャーの多くの政敵の代表が、ロンドンで統一された反対会派に纏まるようになった。ウィリアム・シャーリーはより魅力的な地位を求めており、その妻をロンドンに送って彼のためにロビー活動を行わせ、裕福な製材業貴族のサミュエル・ウォルドと共通の利害関係を作った。ウォルドはイギリス海軍に対する供給契約が、ベルチャーが違法な伐採を支持したことで損害を受けていた。デイビッド・ダンバーが1737年に副総督を辞任し、ロンドンに行って、木材伐採に関する文書を提出した。これらの力がベルチャー追い落としの運動でソムリンソンに結集し、マサチューセッツではシャーリーを、ニューハンプシャーではベニング・ウェントワースを推すことになった。
1739年、ロンドンの政界とマサチューセッツにおける通貨の危機で、事態はさらに複雑になった。ベルチャーは1741年までにマサチューセッツの大量の紙幣を回収するよう命令されており、これを遂行するための法案が貿易委員会で否決され、植民地で競合する銀行の提案が導入されることになった。土地所有者で構成される一派が土地担保銀行を提案し、一方商人達は銀を兌換とする紙幣の発行を行う銀行を提案した。これらの提案はマサチューセッツの政界を二極化させ、ベルチャーはどちらの側も支持者と疎遠になることを恐れて味方することができなかった。その代りにロンドンで受け入れられる紙幣回収計画を議会に通すよう脅そうとしたが失敗した。1740年の選挙では、土地担保銀行の支持者の派閥が勝利し、銀行は紙幣の発行を始めた。土地担保銀行に反対する商人達はロンドンで議会の救済を求めて広くロビー活動を始めた。この動きは1741年に実現し、1720年のバブル法を延長する議案が通り、植民地で未承認の会社を認めないことになった。これはジョン・ソムリンソンがけしかけたと考えられる。
この危機がマサチューセッツで持ち上がったとき、上昇中のニューカッスル公が首相のロバート・ウォルポールに圧力を加えて、1739年にはスペインに宣戦布告させることに成功した（ジェンキンスの耳の戦争）。この戦争の戦略の一部はスペインの保持する西インド諸島に対する作戦を支援するために、植民地で部隊を立ち上げることだった。約400名の部隊を立ち上げることを期待されたベルチャーは、1,000名を集めると約束したが、マサチューセッツでは約500名を集められただけであり、ニューハンプシャーで約束していた100名ですら無理だった。このことは、給与や物資の保証が無いままにカリブ海まで動く余分な中隊を出すことに躊躇したことが一部の原因だった。ベルチャーも金融の問題を追及しており、立ち上げられる民兵隊の金を出すために紙幣を発行する法案には拒否権を使った。
ベルチャーを解任した真の理由については、植民地、イギリス本国、および政治的な要素が多く絡んでいたために、歴史学者の興味を何度も喚起する問題となってきた。これら分析の中で2つの大きな主題は、ベルチャーが地元で多くの敵を作ったことと、イギリス本国の政治が最後はベルチャーの交代を求めたという概念である。1739年の問題以前、ベルチャーを追い落とすための動きはほとんど失敗していた。ベルチャー自身はその年に、「私が関わっている戦争は、9年前のものとほとんど同じやり方で行われている」と言っていた。歴史家のスティーブン・フォスターは、当時ニューカッスル公程に強力な人物が、植民地の政治の問題を仲裁するよりも重い問題を扱っていたと言っている。しかしこの場合、イギリス本国と植民地の検討課題は、ニューカッスル公の提案する西インド諸島遠征に、マサチューセッツがそれなりの軍隊を供給する必要性について意見が一致していたはずだった。1740年4月、ニューカッスル公はシャーリーに、ベルチャーの政治的困難さに照らして、総督ができた以上の部隊を立ち挙げさせる機会を与えた。その後シャーリーが主にマサチューセッツ以外で徴兵に携わり（ベルチャーは行われていることを理解して協力を拒んでいた）、ベルチャーが銀行危機に捉われている間に、自分の成功を伝える文書をニューカッスル公に送った。ニューカッスル公は貿易委員会の委員長であり、ベルチャーの反対者であると分かっていたマーティン・ブレイデンにこの問題を渡した。貿易委員会は証拠の重さに照らしてベルチャーを交代させる必要があると判断した。1741年4月、枢密院がウィリアム・シャーリーをマサチューセッツ植民地総督とし、ベニング・ウェントワースをニューハンプシャー植民地総督とする辞令を承認し、続く6月に発行された。

## ニュージャージー植民地総督

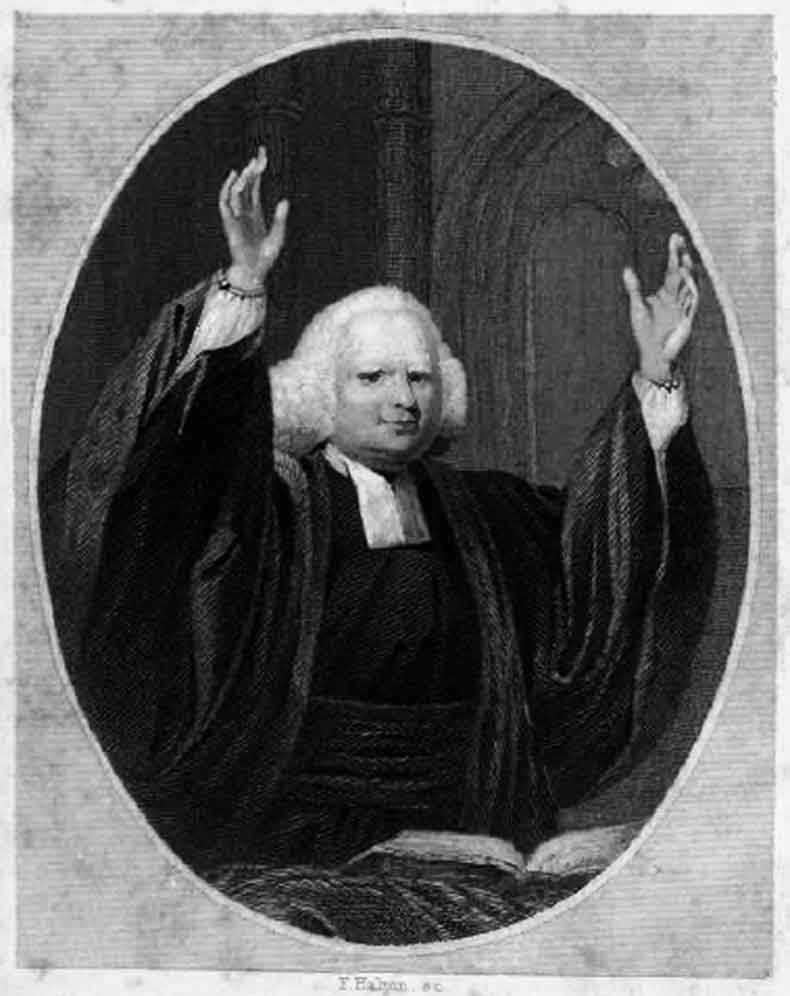
ジョージ・ホウィットフィールド、第一次大覚醒運動を推進した。ベルチャーは彼等福音主義聖職者の神学や説教に影響を受けた

シャーリーによって総督の地位を取って代わられたという事実はベルチャーにとって驚きとなった。ニューハンプシャー総督の地位を失うことは予測していたが、シャーリー任命の知らせを受けたときはショックだった。シャーリーが就任すると、ベルチャーはミルトンの自分の土地に引っ込んだ。休みも無くまた財政的な必要性もあって、別の植民地で役職を指名される可能性に淡い期待を表明し、1743年にはイングランドに旅し、途中でダブリンに寄って息子のジョナサン・ジュニアを訪問した。ロンドンに到着したときには、会衆派とクエーカー教徒の社交界に加わり（後には義兄のリチャード・パートリッジの影響力あるメンバーにも入った）、新しい地位を得られることを期待して、植民地管理部門を訪問した。ベルチャーはロンドンに3年間留まり、1746年にニュージャージー植民地総督のルイス・モリスが死んだという報せが届いた。ニュージャージーはクエーカー教徒が政治的に強い地であり、ベルチャーは即座にロンドンのクエーカー教徒社会の支持者を動員して、地位を得られるように支援させた。この積極さもあって、モリスの息子ロバート・ハンター・モリスの代理人が地位を引き継ぐための動きを組織化する以前に、その地位を得ることができた。
ベルチャーは1747年から1757年に死ぬまでニュージャージー植民地総督を務めた。当時ニュージャージーの首都だったバーリントンに到着した約1年後、1747年9月にロンドンで出逢っていた未亡人のルイーズ・ティールと再婚した。ベルチャーが到着したときの政治状況は辛辣な議論が続いているときであり、前年には土地の権利に関して、植民地評議会を支配する土地所有者と、植民地議会を支配する農夫や小作人との間で、広まった意見の不一致に関わる暴動も起きていた。議会、評議会、総督がこれら問題に関する違いを解決できなかったために、1744年からほとんどの立法活動が滞っていた。地主たちを支持するモリス総督の高飛車な行動が、以前は分裂していた人民主義者の派閥を一つにし、また評議会もまとめた。この植民地は、イングランド人と会衆派教会の教徒が圧倒的なニューイングランドとは異なり、文化も宗教も多様であるキルトのパッチワークのようになっていた。ニューヨーク市に近いエリザベスタウンは、福音主義キリスト教徒が多く、中でもアーロン・バー・シニアが居て、ベルチャーはうまく受け入れられた。そこでは定期的に礼拝に出席し、特に第一次大覚醒運動の指導者であるジョージ・ホウィットフィールドやジョナサン・エドワーズのような説教師の影響を受けた。ベルチャーは彼らと交流していた。

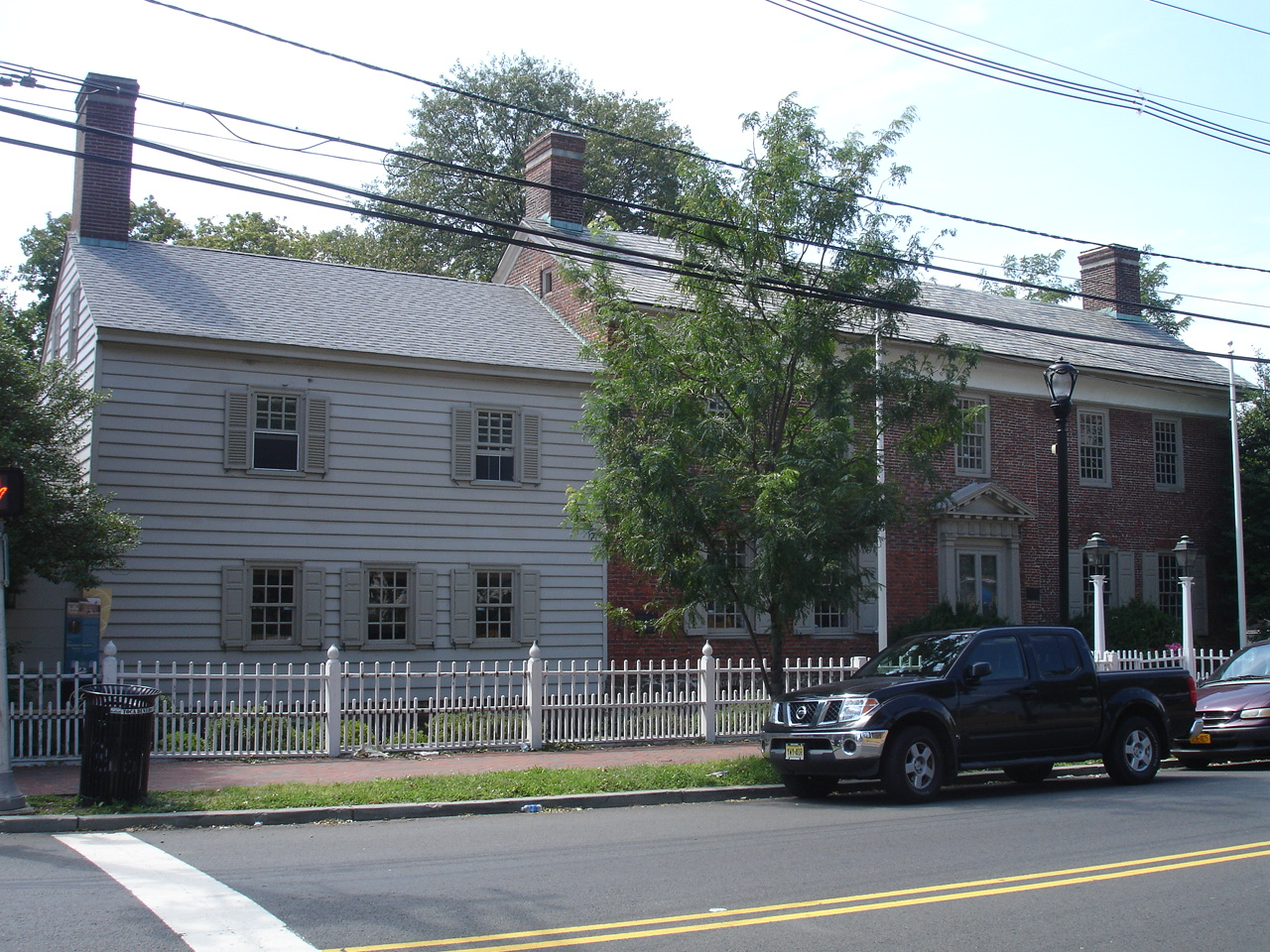
ニュージャージー植民地時代の首都エリザベスタウン、現在のエリザベス市にあるベルチャー・オグデン家屋

ベルチャーの到着で幾らか善意が結集して、以前から続いていた植民地の紙幣を偽造する問題を政府が扱う予算手当ての法案が成立することになったが、間もなく同じ派閥間の分裂が表面化した。ベルチャーは土地の問題が党派間の話し合いで解決されるべきと考え、この論争の中立調停者という立場を維持しようとした。領主とは異なる立場で現職に付いたので、土地所有者の利益に繋がる動きで評議会を無条件で支持するのを拒否したが、議会からの支持もほとんど得られなかった。議会と評議会は、未開発の土地に（領主達が大量に所有していた）どのように課税するかで分かれていたので、政府は1748年から1751年の間予算不足になっていた。
議論の多かった問題で、ベルチャーがうまく解決できたことは、ニュージャージー・カレッジ（現プリンストン大学）の設立だった。このカレッジはニュージャージーの福音主義長老派教会が提案したものであり、ベルチャーはその教会と宗教的な合意があった。しかし、クエーカー教徒の指導者や土地所有者が、長老派教会がカレッジの認証を得るために推進していることに大きな留保を表明しており（彼らの子供たちを改宗させる道具として使われることになるという理由だった）、モリス前総督も認可を与えようとしなかった。モリスの死後、評議会議長のジョン・ハミルトンが、ベルチャーの来る前に総督代行としての認可を与えていた。このカレッジの反対者が認可を引っ込めるようベルチャーに圧力を与えた。ベルチャーはこれに反してカレッジを支持し、その理事会に多様な宗教の見解が入るように拡大した。1754年にカレッジの最初の建物が建設されたとき、カレッジの理事会はベルチャーにちなんでその建物に名前を付けたいと考えたが、ベルチャーはそれを固辞し、オランダのオラニエ＝ナッサウ家から出てイングランドの国王になったウィリアム3世にちなんで名付ける方を好んだ。その結果、建物はナッソー・ホールと呼ばれるようになり、現在も残っている。ベルチャーはこのカレッジの図書館の設立も支持し、そこに個人蔵書を遺贈した。
議会は1754年にフレンチ・インディアン戦争が起きるまで分裂したままだったが、戦争での軍隊の動きを支援する必要性から一つにまとまることになった。1755年、ベルチャーが追加紙幣の放出承認を拒んだので、議会は民兵隊の予算増加に反対した。これは後に安全保障を増させる必要性のために同意されたが、植民地の境界を越えて民兵隊が活動することには支持しようとしなかった。ベルチャーの健康が優れなかったことが大きな理由となり、議会はエリザベスタウンで開催されることが多かったが、これに苦情をいう議員もいた。
ベルチャーはニュージャージーの総督である間のほとんどで病気だった。一種の進行性神経疾患だった。1751年夏、健康が少しでも回復することを期待して、バーリントンからエリザベスタウンに移動したが、効果は無かった。最後は両手がマヒするようになり、妻が代筆を行うようになった。1757年8月31日、ベルチャーはエリザベスタウンの自宅で死んだ。遺骸はマサチューセッツに運ばれ、ケンブリッジで埋葬された。

## 個人的なこと

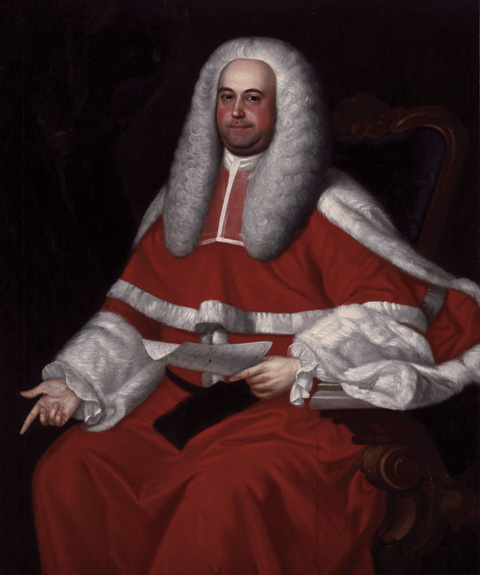
ベルチャーの息子であるジョナサン・ジュニア、ジョン・シングルトン・コプリー画

ベルチャーの下の息子ジョナサン・ベルチャー・ジュニアはノバスコシア州の最高裁判所長官、同州副総督に指名された。上の息子アンドリュー・ベルチャーは家業を継ぎ（父の要求する基準には合わせなかった）、マサチューセッツ総督評議員を務めた。ベルチャーは後妻のルイーズとの間に子は生まれなかった。ただし、ベルチャーは息子のアンドリューにルイーズが最初の結婚で生まれた娘と結婚するよう説得できた。ベルチャーはまた後のマサチューセッツ副総督のアンドリュー・オリバーや、マサチューセッツ最高裁判所長官のピーター・オリバーの叔父でもあった。またイギリスのエドワード・ベルチャー提督の曽祖父だった。
ベルチャーは人をいらいらさせる性格だという評判があり、当時の者からニュージャージーの分裂を酷くしたと言われるものだった。歴史家のロバート・ゼムスキーはベルチャーについて、「（彼は）ほとんどニューイングランドのヤンキーの戯画化した者である。傲慢で、報復を好み、衝動的なことも多かったが、合理的な行動と計算された操作を最も厳粛に信じていた」と記している。一旦総督になると、その権限に対する攻撃の可能性に自ら対処し、その敵を破壊し、弱小化するために報復的に行動した。友人、一族、支持者との個人的な付き合いでは、その敵を呼ぶ時に見下すような呼び方をし、ボストンの新聞に対しては自分について好意的な記事を書くように圧力を掛けていた。

## 遺産
マサチューセッツ州ベルチャータウンはベルチャーにちなんで名付けられた。エリザベスタウンの家は現在も残っており、ベルチャー・オグデン家屋という名前でアメリカ合衆国国家歴史登録財に指定されている。ベルチャー・オグデン邸宅・プライス、ベンジャミン・プライス・ブリッタン家屋地区の中心となる建造物でもある。マサチューセッツ州ミルトンにあった夏の家は1776年の火事で焼失したが、その一部は未亡人によって建て替えられた建物に残っており、ベルチャー・ロー家屋と呼ばれ、やはり国家歴史登録財に指定されている。マサチューセッツ州ランドルフにあるジョナサン・ベルチャー家屋は、異なる時代の、ベルチャー家に繋がる者を認めた名前である。